# Leontine Sagan
Leontine Sagan, de son vrai nom Leontine Schlesinger, est une actrice, une réalisatrice et metteuse en scène germano-autrichienne, née le 13 février 1889 à Vienne et morte le 20 mai 1974 à Pretoria.

## Biographie
Née à Vienne en 1889, Leontine Sagan travaille avec Max Reinhardt. Le premier et le plus largement connu de ses deux films est Jeunes Filles en uniforme (1931). C'est un film à la distribution entièrement féminine, révolutionnaire non seulement pour sa description d'amours saphiques dans le cadre d'un pensionnat, mais également pour ses arrangements financiers coopératifs et avec une participation aux bénéfices. Sagan elle-même est lesbienne. Un remake en est tourné en 1958, par Géza von Radványi, avec Romy Schneider.
Une fin alternative, qui flatte bassement les idéaux pro-nazis, permet au film d'être diffusé en Allemagne. Mais, cette version du film est finalement bannie comme « décadente » par le régime nazi, et Sagan s'enfuit peu après d'Allemagne, s'expatriant en France puis en Angleterre. Elle y rencontre Zoltan Korda et réalise avec lui un autre film, Hommes de demain, qui ne rencontre pas le même succès que son premier film.
Leontine Sagan rejoint bientôt l'Afrique du Sud, où elle fonde le Théâtre national de Johannesburg.
Le film Jeunes Filles en uniforme, basé sur la pièce de Christa Winsloe, survit, mais il est en grande partie censuré jusque dans les années 1970. On prête à Eleanor Roosevelt le fait d'avoir aidé à supprimer la censure aux États-Unis. Il a été récemment publié en cassette vidéo dans sa forme rescapée, avec un sous-titrage en anglais, aux États-Unis en 1994 et au Royaume-Uni en 2000. Mais cette version reste incomplète.
Leontine Sagan meurt à Pretoria en 1974, à l'âge de 85 ans.

## Filmographie
- 1931 : Jeunes Filles en uniforme
- 1932 : Hommes de demain